# 名誉主幹
名誉主幹（めいよしゅかん）とは主幹という職位を退いた人に付与される名誉職上の職名または称号。名誉役員の職名、名誉称号の一種。関連する職名として名誉主宰、名誉主筆、名誉編集長がある(いずれも本項で解説)。

## 名誉主幹

### 文芸誌における名誉主幹
名誉主幹は編集主幹を置く組織が、主幹を引退した人物に贈る職名として規定していることが多い。例えば、日本の文芸分野で代表的な人物としては、1889年(明治22年)に創刊された日本・東洋古美術研究誌である『国華』の名誉主幹で、美術史家、東京大学名誉教授の山根有三がいる。

## 名誉主宰

### 俳誌における名誉主宰
俳句の句集・俳誌の主宰を務めた人物が引退後に就任する名誉職として名誉主宰という地位が存在する。明治生まれの俳人 俳誌『かつらぎ』を創刊し、主宰を務めた阿波野青畝。同じく俳誌『沖』を創刊した能村登四郎。元国際俳句交流協会副会長でもあり、俳誌『花鳥』主宰を務めた伊藤柏翠。『南風』主宰だった山口草堂。英文学者でもあり、『青樹』の主宰でもあった長谷川双魚。大正生まれの俳人で俳誌『小熊座』主宰を務めた佐藤鬼房。昭和生まれの俳人で『ホトトギス』の主宰を務めた稲畑汀子らが引退後の職名として名誉主宰と名乗ったことが挙げられる。

## 名誉主筆

### 新聞社における名誉主筆
新聞社には名誉職として名誉主筆を置いた例がある。特に、明治から大正期のジャーナリスト 石河幹明は時事新報社入社後、長く記者を務め取締役主筆、編集長となり、1923年（大正12年）、名誉主筆となっている。また、大正期から昭和初期のジャーナリスト　高原操は大阪朝日新聞記者として経済部長や取締役、臨時編集局長を歴任し、1945年（昭和15年）、同社の名誉主筆となっている。

## 名誉編集長

### 雑誌やポータルサイトにおける名誉編集長
また、出版社では名誉職たる名誉編集長を置く場合もある。『CAR GRAPHIC』の名誉編集長の小林彰太郎が知られるほか、九州観光推進機構が九州に関するブログを集めたポータルサイト「九州征服計画」の名誉編集長にデーモン閣下を起用したことは主な例である。
2018年5月9日にはネットニュース媒体 J-CASTニュースがお笑い芸人ユニット南海キャンディーズの山里亮太を名誉編集長に迎え、J-CASTニュース会員限定コンテンツの連載「ネットニュースの明日(あした)」（ねとあす）の連載を開始している。

### 文献資料
- 朝日新聞社編『日本美術年鑑』(国書刊行会、1996年) ISBN 4336038708
- 上田正昭監修『日本人名大辞典』（講談社、2001年） ISBN 4062108003
- 日外アソシエーツ編集部編『20世紀日本人名事典あ～せ』（日外アソシエーツ、2004年） ISBN 4816918531
- 日外アソシエーツ編集部編『20世紀日本人名事典そ～わ』（日外アソシエーツ、2004年） ISBN 4816918531

### 報道資料
- 『読売新聞』2009年11月11日西部朝刊
- 『読売新聞』2013年10月29日東京朝刊

### インターネット資料
- 九州観光推進機構ウェブサイト「デーモン閣下が名誉編集長？  (PDF) 」
- 株式会社カーグラフィックウェブサイト「小林彰太郎」
- J-CASTニュース「南キャン・山里亮太、"天敵"J-CASTニュースの名誉編集長に就任！　連載企画「ネットニュースの明日(あした)」スタート」（2018/05/01）